# Megascops roboratus
Megascops roboratus е вид птица от семейство Совови (Strigidae).

## Разпространение
Видът е разпространен в Еквадор и Перу.